# Nacht van het Witte Doek
De Nacht van het Witte Doek is een jaarlijks terugkerend driedaags openlucht-filmfestival in de Nederlandse gemeente Deurne. Het festival werd voor het eerst georganiseerd in 1992 en vindt sindsdien jaarlijks plaats in het laatste weekend van augustus.
Het festival vindt plaats op de Markt en in de omliggende straten. Ook zijn er 'buitenlocaties', zoals het Cultuurcentrum Martien van Doorne, Museum De Wieger en Station Deurne. Het is een van de grootste filmfestivals in de regio.